# Ambra Angiolini
Pour les articles homonymes, voir Angiolini.
Ambra Angiolini est une actrice, chanteuse et animatrice de télévision et de radio italienne, née le 22 avril 1977 à Rome.

## Biographie
Animatrice et chanteuse dans les années 1990, elle s'est ensuite essentiellement consacrée à sa carrière d'actrice. Elle a remporté plusieurs récompenses, notamment le Ruban d'argent et le David di Donatello de la meilleure actrice dans un second rôle en 2007 pour Saturno contro.

## Discographie

### Albums
- 1994 : T'appartengo
- 1995 : Te pertenezco
- 1996 : Angiolini
- 1996 : Angelitos
- 1997 : Ritmo vitale
- 1997 : Ritmos vitales (1997)
- 1999 : InCanto

## Filmographie sélective

### Cinéma
- 2007 : Le Renard et l'Enfant de Luc Jacquet - la narratrice (version italienne)
- 2007 : Saturno contro de Ferzan Özpetek - Roberta
- 2008 : Bianco e nero de Cristina Comencini
- 2009 : Ce n'è per tutti de Luciano Melchionna (it) : Eva
- 2016 : 7 minuti de Michele Placido : Greta
- 2016 : Al posto tuo de Max Croci : Claudia

### Télévision
- 2019 : Le Silence de l'eau (Il silenzio dell'acqua) : Luisa Ferrari
- 2022 : Le fate ignoranti - La serie : Annamaria

## Distinctions
- Telegatto 1994 : révélation de l'année
- Ciak d'oro 2007 : révélation de l'année
- David di Donatello de la meilleure actrice dans un second rôle en 2007 pour Saturno contro
- Ruban d'argent de la meilleure actrice dans un second rôle en 2007 pour Saturno contro
- Leggio d'oro 2008 : prix de la meilleure révélation vocale ("Premio voce rivelazione") pour le doublage de la narration italienne du film français Le Renard et l'Enfant